# Tavua FC
Tavua FC ist ein Fußballverein von den Fidschi-Inseln. Der Verein wurde 1942 gegründet. Seine Heimatstadt ist Tavua, die an der Nordseite der Hauptinsel Viti Levu gelegen ist. Das Heimstadion ist der Garvey Park, in das 1000 Zuseher passen. Die Heimdress besteht aus goldenen Leibchen, schwarzen Hosen und schwarzen Socken, was zu ihrem Spitznamen „Die Goldgräber“ beitrug.

## Erfolge
- Inter-District Championship (Fidschi) 1995
- Kampf der Giganten  Zweiter Platz 1996, 1999
- Fidschianischer Fußballpokal : 1994 Zweiter Platz 1993